# Olive de Nice

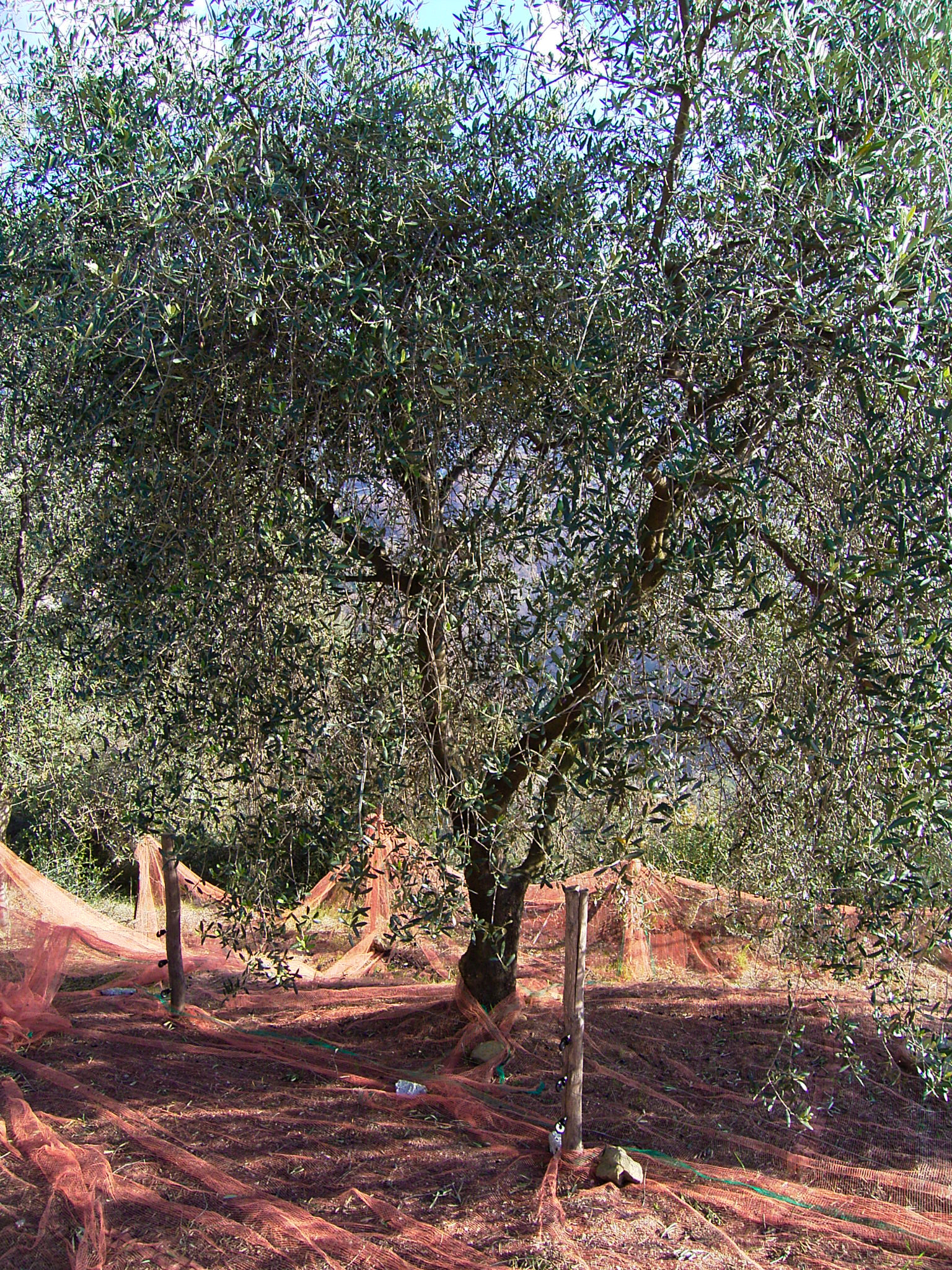
Un olivier Cailletier près de Contes, dans l'aire d'appellation, avec, au sol, un filet pour la récolte

L'appellation d'origine contrôlée (AOC) « Olive de Nice » a été officiellement créée le 20 avril 2001 par un décret signé par les ministres concernés.
L'Union Européenne approuve la création de l'AOP « Olive de Nice » le 23 septembre 2015.

## Historique
Cette reconnaissance marquait l'aboutissement de la demande que le SION (Syndicat interprofessionnel de l'Olive de Nice) avait déposée en 1996 auprès de l'Institut national des appellations d'origine contrôlées (INAO). En 2004, un décret a défini spécifiquement l'appellation d'origine contrôlée « Huile d'olive de Nice ». Depuis, le décret initial, dans sa version consolidée, concerne uniquement les olives et pâtes d'olive. 

## Zone de production

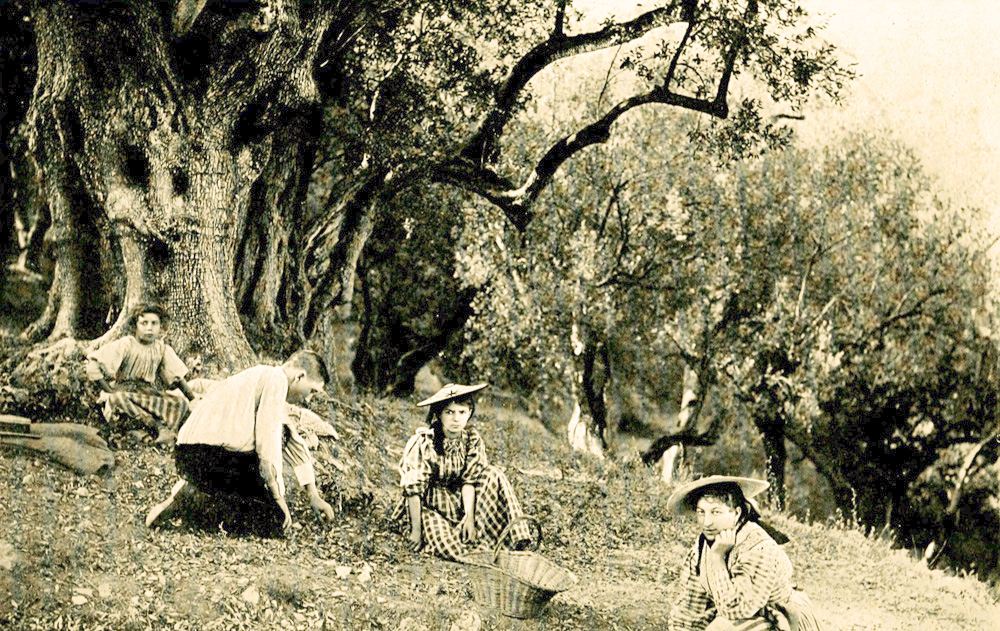
Olivade dans les Alpes-Maritimes

L'AOC « Olive de Nice » couvre le territoire de 99 communes des Alpes-Maritimes, listées dans le décret. Celui-ci détermine l'aire de récolte et de transformation des olives destinées à la production d'olives de table et de pâte d'olive pouvant bénéficier de cette appellation. Les oliveraies situées dans cette zone font l'objet d'une procédure d'identification avant de pouvoir revendiquer l'appellation.

## Variété
Les fruits doivent provenir du cultivar Cailletier de l'olivier européen (Olea europaea subsp. europaea). Le rendement des vergers ne doit pas dépasser 10 tonnes d'olives à l'hectare.